# Вебстер (Масачусетс)
Вебстер (енгл. Webster) насељено је место без административног статуса у америчкој савезној држави Масачусетс.

## Демографија
По попису из 2010. године број становника је 11.412, што је 188 (-1,6%) становника мање него 2000. године.
| Група             | 2000.          | 2010.         |
| Белци             | 10.577 (91,2%) | 9.612 (84,2%) |
| Афроамериканци    | 156 (1,3%)     | 438 (3,8%)    |
| Азијати           | 126 (1,1%)     | 115 (1,0%)    |
| Хиспаноамериканци | 588 (5,1%)     | 1.012 (8,9%)  |
| Укупно            | 11.600         | 11.412        |